# Pachyteria chewi
Pachyteria chewi es una especie de escarabajo longicornio del género Pachyteria, tribu Callichromatini. Fue descrita científicamente por Morati & Huet en 2004.
Se distribuye por Indonesia y Malasia. Mide 17-22,8 milímetros de longitud. El período de vuelo ocurre en los meses de marzo, abril, mayo, septiembre y octubre.